# Ністорешть (Прахова)
Ністорешть, Ністорешті (рум. Nistorești) — село у повіті Прахова в Румунії. Адміністративно підпорядковане місту Бряза.
Село розташоване на відстані 91 км на північ від Бухареста, 40 км на північний захід від Плоєшті, 50 км на південь від Брашова.

## Населення
За даними перепису населення 2002 року у селі проживала 931 особа, з них 930 осіб (99,9%) румунів. Рідною мовою 930 осіб (99,9%) назвали румунську.